# ティーダ (ファイナルファンタジー)
ティーダ（Tidus）は、スクウェア（現・スクウェア・エニックス）のコンピュータゲーム「ファイナルファンタジーシリーズ」などに登場する架空の人物で、『ファイナルファンタジーX』の主人公。

## 担当声優・俳優
- 森田成一（日本語版）
- 中村勇斗（幼年時〈日本語版〉）
- ジェームズ・アーノルド・テイラー（英語版）
- ショーン・フレミング（英語版『キングダム ハーツ』）
- 五代目 尾上菊之助（歌舞伎版）

## 人物
年齢は17歳（『X-2』は19歳。『KH』は13歳とする）。ザナルカンド出身。一人称は「オレ」、あるいは漢字の字幕では「俺」（『X-2』や『KH』では全く「俺」となっている）、幼い頃の一人称は不明である。二人称は「あんた（ワッカ・アーロンなど対して）・おまえ（リュック・シーモアなど対して）」である。
所属である「夢のザナルカンド」のブリッツボールチームであるザナルカンド・エイブスのエース。『シン』に飲み込まれ、時空を越えてスピラに渡ると、成り行きでスピラ史上最弱ブリッツボールチームであるビサイド・オーラカに入る。また前作、『FF9』のジタンや『FF7』のクラウドなど名前を決めて変更することができる主人公を続き、今作も主人公の名前を変更するシステムとなっている。
主人公・ティーダの名前を変更するシステムとなっており、本作のキャラクターボイスでは、他のキャラクターから「キミ」や「おまえ」、「あいつ」、「あんた」などの二人称・三人称でしか呼ばれておらず、「ティーダ」と名前を呼ばれたのは翌年（2002年）に発売された『キングダム ハーツ』が初で、ソラやセルフィ（『FFVIII』に登場）から先に呼ばれており、また他作でも『いただきストリート シリーズ』や『ディシディア ファイナルファンタジー シリーズ』などで呼ばれることはなかった。
外見は金髪（幼少は茶髪）で青色の目をした少年。身長は175cm。皮製とみられるつなぎ服（オーバオール）に素肌に黄色の上着。皮の手袋。左腕に装甲具。黄色のショートブーツ。なおオーバーオールのすそは右がすね、左が膝上までで、ともに短い。ザナルカンド・エイブスのチームシンボルのネックレスと指輪、左耳にイヤリングをしている。
野村哲也によるFFシリーズキャラ「ティーダ」と言う名前の由来は、沖縄方言で「太陽（たいよう）」からとなっている。
性格は明朗快活で表情豊か。普段の語尾に「 - ッス」をつけるのが口癖（それもパーティメンバーであるユウナやワッカもたまに使用することもある）。
スポーツマンらしく体を動かすのが好きであり、とても生き生きした人物であるが、思慮深さを持ち合わせている。スピラの伝統を理解していないだけに、それを無視し感情のまま行動することもあるが、その行動が一行の指針となることもある。
父・ジェクトは「夢のザナルカンド」でかなり名を馳せたブリッツボールプレイヤーであったが、約10年前に練習中に海で行方不明となっている。ティーダを愛していたが、愛し方が分からなかったがゆえに、すぐにティーダをからかって泣かせたり、自信過剰で傲慢にも見える態度をとったりしていたために、ティーダはジェクトを嫌悪していた。
また、母親はジェクトが行方不明になってまもなく、ティーダを残し亡くなっている。母親もジェクトにかかりきりでティーダに愛情をあまり注がなかったことも、ジェクトとの確執の一因となっている。なお、アーロンは共に旅をしたジェクトにティーダを見守るよう頼まれたことから、「夢のザナルカンド」へ渡り、ティーダの後見人として面倒を見ていた。
戦闘で使用する武器は剣。剣に関しては旅の当初は素人であったが、水中格闘球技「ブリッツボール」で鍛えた身体能力と父親譲りの戦闘センスによって戦いをこなし、技を繰り返し繰り出すことで様々な剣技を習得していく。使用する剣技はブリッツボールの影響ゆえかトリッキーかつアクロバティックな動きを伴うものが多い。七曜の武器は「アルテマウェポン」。
オーバードライブ技は剣技。「エース・オブ・ザ・ブリッツ」の締めの攻撃では「好感度」の最も高い女性キャラ（物語上において両想いの関係になるユウナとは限らない）からのトスを受け、必殺技「スフィアシュート」を放つ（ボタンを押すタイミングが悪いと失敗する）。
本作に登場するブリッツボールプレイヤーの中で唯一、ジェクトの得意技であった「ジェクトシュート」を使用できる。ミニゲームのブリッツボールを進めると更なる進化を経た「ジェクトシュート2」を習得することが出来る。
周囲からの呼称集は、「ティーダ（味方の大抵から。他作としてユウナ・ワッカ・アーロン・リュック・『KH』のソラ・『FFII』のフリオニールなど」、「ティーダ君（『FFVIII』のラグナなど）」、「ティーダさん（本作ボイス無しのレッティ、『WOFF』としてのユウナ、『FFXIII』のホープなど）」、「ティーダ殿（『FFVI』のカイエン）」、「ジェクトさんちのぼっちゃま・ボウズ・クソガキ（ジェクト）」、「ジェクトの息子（シーモア）」、「小僧（リュックの父・シド）」などと呼ばれている。

## 作中での活躍

### ファイナルファンタジーX
父ジェクトの行方不明から10年。ティーダは、「夢のザナルカンド」のブリッツボールチームである「ザナルカンド・エイブス」のエースとして活躍していた。ファンたちに囲まれていたところにフードをかぶった不思議な少年と言葉を交わす。その後は父ジェクトの名を冠したトーナメントの試合に出場していたが、そこに現れた『シン』に飲み込まれてしまい、アーロンから「これは、お前の物語だ」と告げられスピラへと渡ってしまう。
『シン』に飲み込まれた後、廃墟の寺院で魔物に襲われていたティーダは、アルベド族のリュックらによって助けられる。その後、食事の世話をしてくれる謝礼として彼女達の発掘を手伝ったティーダは、海底で巨大な飛空艇を発見するが、そこに『シン』が現れティーダは再び飲み込まれる。
次にティーダが流れ着いたのはビサイド島であった。流れ着いたところをワッカという青年に助けられる。村に戻る途中にワッカから、「今度ルカで開かれるブリッツボールの大会に出れば誰か知り合いに会えるかもしれない」と、ワッカが所属する『ビサイド・オーラカ』の選手としてスピラ第二の都市ルカで開かれるブリッツボールの大会に出ることを提案されたティーダは、大会に出ることを決意する。
ワッカと共に村に戻ると、村では寺院に修行に行っていた従召喚士ユウナが戻ってこないという騒ぎが起こっていた。彼女を助けるべくエボンの教えを無視して無理矢理寺院に入り、そこで初めてユウナと出会う。出会った日の夜には、初めてユウナと会話を交わす。しかし「教え」を重んじる村人たちからは「掟破り」と罵られユウナに近づくことを歓迎されなかった。またワッカから「（ユウナに）惚れるなよ?」と冗談交じりに告げられている（理由は後述）。
その後、ブリッツボールの大会に参加する為、ワッカに黒魔導士のルールー、ロンゾ族のキマリを加えた召喚士ユウナの一行と共にルカまで同行することになるが、ルカのブリッツボールスタジアムでの魔物騒ぎの中で、自らが『シン』に飲み込まれる原因を作ったアーロンと再会する。アーロンから『シン』はジェクトであると告げられ、『シン』を倒す術（=究極召喚）を得るための召喚士の旅の最終目的地が自分の故郷、ザナルカンドであると知らされた彼は、ユウナのガードとしてザナルカンドを目指すことを決意する。
楽天的で疑うことを知らない性格から、ユウナや仲間達と共に『シン』を倒せば何事もうまくいくと信じていた。スピラという見知らぬ世界で孤独な境遇に置かれながらも明るく闊達に振る舞い、思い悩むユウナの背中を力強く後押ししていた。『シン』の正体が父ジェクトであると知ってもそれほど大きな衝撃は受けなかった。だが、ユウナが究極召喚を使うと『シン』を倒す代償に命を落とす運命にあること、そのことを仲間内で知らなかったのが自分だけだったことに大きな衝撃を受ける。ティーダは、究極召喚を使ったらユウナがどうなるかも知らなかったがゆえに、不用意な言葉でユウナを傷つけ追い込んでいたことを激しく後悔し、謝らなくてはいけないという思いから、グアド族に連れ去られたユウナを救出に向かう。飛空艇でユウナを捜索したところ、聖ベベル宮で花嫁衣装に身を包み、既に死者となっているグアド族の指導者シーモアと結婚式を挙げようとしていたユウナを発見。すぐに救出に向かう。
ユウナを救出したティーダ達は、一度は罠に落ちて捕らえられるがどうにか脱出。旅が進むにつれ、お互いに惹かれ合っていったティーダとユウナは、マカラーニャの森の「聖なる泉」で心を通わせ、口付けを交わす。ティーダと共に生きたいと願いながら、スピラの人々が抱くささやかな希望と召喚士への期待を裏切ることの出来ないユウナは、『シン』を倒す旅を続けることを決意。ティーダはユウナの望みを叶えることを約束し、一行はザナルカンドへの旅を再開する。
数々の苦難を乗り越えザナルカンドへ到着したティーダ達を待っていたのは、ユウナの名前の元ともなっている伝説の召喚士ユウナレスカだった。彼女は歴史上初めて『シン』を倒した人物であった。彼女の口から『シン』を倒す唯一にして絶対的な方法とされる「究極召喚」の正体を告げられるが、それはその召喚士が最も信頼するガードを究極召喚獣に変えるというものであり、『シン』を倒してもその究極召喚獣が新たな『シン』に生まれ変わってしまうため、究極召喚だけでは『シン』を完全には倒せないという事実であった。また、かつて悲壮な覚悟を決めたブラスカのため、アーロンから反対されながらも自らの身を犠牲にすることを選んだジェクトが、一人残されるアーロンにティーダを見守ってくれるよう依頼していたことも知る（この後に究極召喚の真実を知ったアーロンはユウナレスカに復讐の刃を向けるが、返り討ちに遭い重傷を負わされ息絶える。しかし、ジェクトとの約束を果たすべく死人となってスピラに留まり、『シン』に乗って夢のザナルカンドに渡りティーダの成長を見守っていた。）。『シン』の脅威と滅びの運命から逃れるべく戦う「召喚士」によって、スピラの人々は謙虚な信仰心を持つに至るとうそぶくユウナレスカと、『シン』を完全に消すことが旅の目的だったユウナ達は真っ向から対立。ユウナレスカを打倒し、究極召喚の道を閉ざした。
究極召喚なし、しかも復活させないように『シン』を倒す方法を模索する内、ティーダの前に「夢のザナルカンド」で出会った不思議な少年が現れる。彼の正体は召喚獣のもととなった「バハムートの祈り子」であり、「夢のザナルカンド」の正体を知る人物であった。その少年から、『シン』を完全に倒すには『シン』を形作るエボン＝ジュ（ユウナレスカの父親）を倒す必要があるという情報を得るが、ティーダ自身が「夢のザナルカンド（物も人もすべて召喚によって作られた実在しない都市）」の住人であること、そして「夢のザナルカンド」を召喚しているエボン＝ジュが消滅すれば、エボン＝ジュと同じ1000年前のザナルカンド起源である祈り子達も夢を見つづけることをやめる、という事実もティーダに知らされる。それはすなわち、『シン』を倒せばティーダ自身も消滅するという残酷な現実を意味していた。「夢のザナルカンド」の人間であるジェクトが『シン』になってしまったのは祈り子たちにとっても衝撃的であり、この過ちを正すための人間として息子のティーダを選んだのであった。ティーダは当初は自分の消滅を怖がったが、次第に運命を受け入れて悩まなくなる。
自らに負わされた過酷な運命を誰にも語ることなく、『シン』（=ジェクト）との決戦に挑んだティーダは、戦いの中で父ジェクトと完全に和解する。そして、仲間達と共にそれまで幾度となく彼らの助けとなってきた召喚獣（の祈り子）達との悲しい戦いを経て、そして自分は消えることを仲間たちに告げてから、エボン=ジュとの最終決戦に挑む。こうしてエボン=ジュは消滅し、『シン』は完全に倒された。戦いの後、飛空艇上でティーダの体が透け始める。ティーダの消滅を薄々感づいていたユウナと事情を知らない仲間達の目の前で、彼は飛空艇から飛び降り、光の中でブラスカ、アーロン、そして父ジェクトと再会。父とタッチを交わしたところで消滅した。
エンディングのラストシーンではティーダが海中にて泳ぐシーンがあるが、これは「全て終わった・お疲れ様」ということを現している。

### ファイナルファンタジーX-2
前作で消滅後、リュックが持って来たスフィアにティーダそっくりの青年が映っていたことから、ユウナはリュックが所属しているスフィアハンター集団である「カモメ団」に入ることを決意する。
スピラの住人にはユウナに同行していたティーダを覚えている者もおり、ユウナが成長していく物語の中で重要な役割を果たす。
隠しエンディングでは前作のエンディングの海中で目を覚ますティーダの続きが描かれ、海面に浮上した先がビサイド島の海岸であり、生き返ったティーダとユウナが再会するハッピーエンドとなっている。
内容としては、シューインとレンを闇から救った後にバハムートの祈り子に再会したユウナが、ティーダとの再会を祈り子に願い、彼女の祈りを聞き入れティーダを復活させた。ティーダによれば、彼の飛び散った祈りの欠片を集めた事で復活出来たと語った。
ユウナの変わりように驚きつつも、再び会えたことを喜び、「ただいま」の挨拶を交わし、ワッカやリュック達の大喝采の中、抱き締め合った。
なお、ミニゲーム「ブリッツボール」で、「エイブスエース」の名でザナルカンド・エイブスに所属する選手として登場する（その際のステータスは、シュート値がMAXの99であるなど、正に最強を誇る。さらに、前作で登場したジェクトシュートの進化版として、ジェクトシュート2も使いこなす）。インターナショナル版では「クリーチャークリエイト」のクリーチャーとしても登場する。その際の名前は「????」となっている。勝てば仲間にすることが可能だが、戦うまでの条件が非常に厳しい。また仲間にしても操作することはできず、自動的に攻撃する。

## その他に登場する作品
- キングダム ハーツ シリーズ（スクウェア：友情出演） - 主人公ソラの友達としてワッカ、セルフィと共に登場。口癖の「っス」は『キングダムハーツ』でも変わらないが、年齢は引き下げられている。
- ドラゴンクエスト&ファイナルファンタジー in いただきストリートSpecial（スクウェア・エニックス） - ユウナ・リュック・アーロンと共に登場する。
- ディシディア ファイナルファンタジー - コスモス陣営に所属。父ジェクトもカオス陣営に所属し、親子揃って参戦する。
- ディシディア デュオデシム ファイナルファンタジー - 前作の過去の話に当たるこの作品ではティーダがカオス陣営、ジェクトがコスモス陣営と逆の所属となっている。コスモス陣営のユウナを交えて、なぜ二人が前作の陣営に転生したのかが描かれている。